# Otostigmus loriae
Otostigmus loriae är en mångfotingart som beskrevs av Filippo Silvestri 1894. Otostigmus loriae ingår i släktet Otostigmus och familjen Scolopendridae.

## Underarter
Arten delas in i följande underarter:
- O. l. loriae
- O. l. nordicus